# パブロ・ハニー
『パブロ・ハニー』（英語: Pablo Honey）は、イギリスのロックバンド、レディオヘッドの1993年に発表された1stアルバム。EP"Drill"（日本未発売）に続いてリリースされた。この時期には"Creep"、"Anyone Can Play Guitar"、"Pop Is Dead"（アルバム未収録。日本盤にはボーナス・トラックとして収録）"Stop Whispering"の4曲がシングルカットされ、4つのPVが作られた。

## プロダクション・評価
イスラエルから火がつき大ヒットした先行シングル"Creep"と同様に、当初のチャートアクションは本国イギリスよりもアメリカなどで活発であり、その人気がその後に本国へと飛び火したような格好となった。しかし"Creep"以降のシングルカットはどれも不発に終わり、アルバム自体も輝かしい評価とは無縁のままに"Creep"の話題性のみが先行した形でやがてチャートから姿を消すことになる。ちなみに初期のバンドの日本プロモーションを担当した野津によれば「日本での反応は全く芳しくなかった」（EMIHP上でのインタビュー）という。
多くの楽曲は歪んだギターを基調としており、レディオヘッドの前身バンドである『オン・ア・フライデー』の音楽性とはかなり違う印象。現在ではこのアルバムの楽曲をライブで演奏することは滅多にない。

## 収録曲
作詞/作曲は全てトム・ヨーク、エド・オブライエン、コリン・グリーンウッド、フィル・セルウェイ、ジョニー・グリーンウッド
1. ユー - "You" – 3:29
6+6+5拍を中心にした変拍子の曲。EP"Drill"にも収録。
2. クリープ - "Creep" – 3:56
3. ハウ・ドゥ・ユー - "How Do You?" – 2:12
4. ストップ・ウィスパリング - "Stop Whispering" – 5:26
最後のシングルカットで『オン・ア・フライデー』時代からあった曲の一つ。たった2つのコードで展開される。シングル版はリミックスされており、そちらは「U2っぽい雰囲気」（MM誌/トム）。
5. シンキング・アバウト・ユー - "Thinking About You" – 2:41
EP"Drill"にも収録されているが、それとは違いアコースティックなアレンジ。
6. エニワン・キャンプレイ・ギター - "Anyone Can Play Guitar" – 3:38
シングルカット曲。イントロのギターノイズはスタジオにいた人々全員にギターを思いのまま弾かせた音をオーバーダビングして作っている。「Anyone Can Play Guitar（誰にでもギターは弾ける）」という耳に残るサビの部分と曲名から、英語のできない日本人音楽ライターにその後の「And they won't be a nothing any more（その程度のことなんだ）」を無視されポジティブな意味の歌詞と誤解されることが多い。
7. リップコード - "Ripcord" – 3:10
8. ベジタブル - "Vegetable" – 3:13
9. プルーヴ・ユア・セルフ - "Prove Yourself" – 2:25
EP"Drill"収録曲。初期のマネージャー、プロデューサーの耳に止まり、レコード契約への助けとなったのはこの曲だったらしい。
10. アイ・キャント - "I Can't" – 4:13
11. ラーギー - "Lurgee" – 3:08
1997年以降も、ごくたまにツアーで演奏される曲。
12. ブロウ・アウト - "Blow Out" – 4:40
同じく『OK コンピューター』以降もごくたまに演奏されることがある曲。この2曲は当時のメンバーのインタビューでも同アルバムの中では自己評価が高い。

## チャート
| チャート（1993年）               | 最高順位 |
| -------------------------------- | -------- |
| イギリス（全英アルバムチャート） | 22       |
| アメリカ（Billboard 200）        | 32       |